# Saponita
La saponita es un mineral de la clase de los filosilicatos, y dentro de esta pertenece al llamado “grupo de las esmectitas”. Fue descubierta en 1840 en la península de The Lizard en Cornualles (Reino Unido), siendo nombrada así del latín sapo, en alusión a su aspecto grasiento. Sinónimos poco usados son: auxita, cathkinita, licianita o lucianita.

## Características químicas
Es un silicato de calcio, sodio, hierro y magnesio, hidroxilado e hidratado. El grupo de las esmectitas en que se encuadran son filosilicatos monoclínicos hidratados dentro del grupo más grande de los llamados minerales de la arcilla. Muy relacionada estructuralmente con la ferrosaponita (Ca0.3(Fe2+, Mg, Fe3+)3(Si, Al)4O10(OH)2·4H2O), otra esmectita que es como una saponita enriquecida en hierro.
Forma una serie de solución sólida con otra arcilla, la beidellita ((Na, Ca)0.3Al2(Si, Al)4O10(OH)2·nH2O), en la que la sustitución gradual del magnesio y hierro por aluminio en su estructura molecular va dando los distintos minerales de la serie.
Además de los elementos de su fórmula, suele llevar como impurezas: titanio, manganeso, níquel, potasio y fósforo.

## Formación y yacimientos
Aparece en el interior de cavidades amigdalideas en el basalto y en vetas de esta misma roca, en las cuales se forma por deposición hidrotermal en silicatos cálcicos ricos en hierro, anfibolitas y en serpentinitas.
Suele encontrarse asociado a otros minerales como: celadonita, clorita, cobre nativo, epidota, ortoclasa, dolomita, calcita o cuarzo.